# Sint-Amanduskerk (Waarbeke)

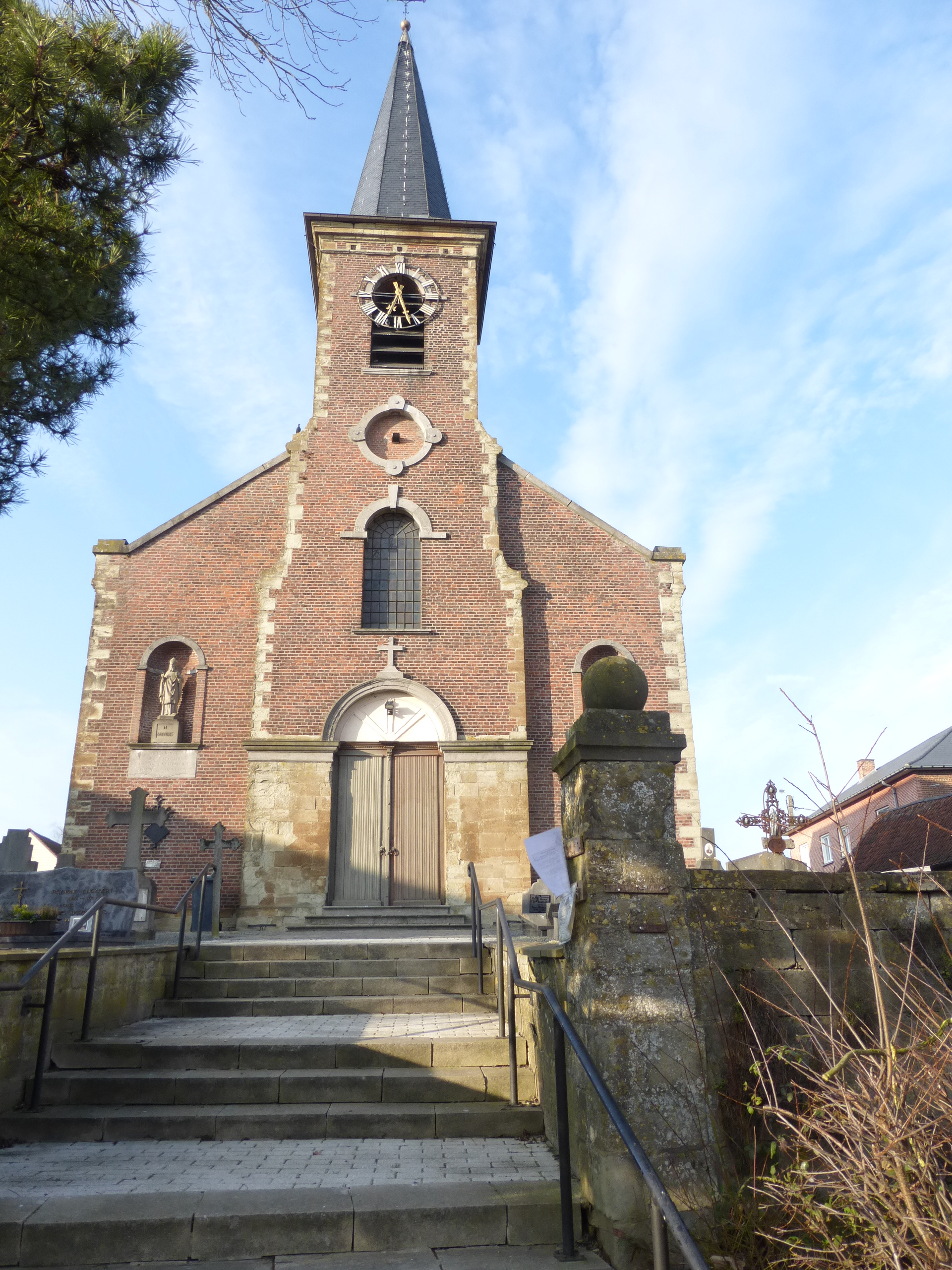
Sint-Amanduskerk

De Sint-Amanduskerk is de parochiekerk van de tot de Oost-Vlaamse gemeente Geraardsbergen behorende plaats Waarbeke, gelegen aan het Waarbekeplein.
Oorspronkelijk zou hier een achthoekig kerkgebouw hebben gestaan dat in 1847 werd vervangen door een neoclassicistisch bouwwerk.
Het is een op het noorden gerichte driebeukige bakstenen kerk met ingebouwde zuidtoren en halfronde apsis. Zandsteen is toegepast voor de hoekblokken en dergelijke.
De kerk heeft rondbogige vensters. In de zijbeuken zijn aan de zuidgevel twee nissen aangebracht met daarin de beelden van respectievelijk Sint-Amandus en Sint-Rochus.

## Interieur
Het middenschip wordt overkluisd door een tongewelf. Het kerkmeubilair is voornamelijk 19e-eeuws.